# 鹿児島県立南大隅高等学校佐多分校
鹿児島県立南大隅高等学校佐多分校（かごしまけんりつ みなみおおすみこうとうがっこう さたぶんこう）は、鹿児島県肝属郡佐多町伊座敷（現在の南大隅町佐多伊座敷）に所在した公立の商業高等学校。

## 設置学科
- 情報処理科

## 所在地
- 〒893-2601 鹿児島県肝属郡佐多町伊座敷（現在の南大隅町佐多伊座敷）3643

## 沿革
- 2002年3月31日 - 閉校。